# MAREA

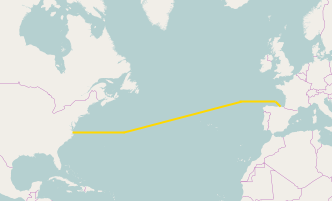
Схематична мапа.

MAREA — трансатлантичний телекомунікаційний оптичний кабель, який компанії Facebook і Microsoft планують прокласти по дну північної частини Атлантичного океану до жовтня 2017 року. Згідно з проєктом, довжина кабелю становитиме 6600 кілометрів, а максимальна пропускна здатність каналу становитиме 160 терабіт на секунду. Сам кабель складатиметься з восьми пар оптичних волокон. Фізично кабель буде сполучати узбережжя штату Вірджинія (США) і місто Більбао, що в Іспанії. Проєкт дістав назву MAREA — з іспанської мови перекладається як «хвиля». Підрядник робіт — іспанська інфраструктурна компанія Telxius (належить іспанській телекомунікаційній компанії Telefónica). Початок прокладання запланували на серпень 2016 року, завершення — на жовтень 2017 року. Проте роботи завершили у вересні 2017. З лютого 2018 року розпочато його експлуатацію.